# Huacua Shenga
Huacua Shenga es una localidad peruana ubicada en el distrito de Canta, perteneciente a la provincia homónima del departamento de Lima, al centro oeste del Perú. 

## Ubicación
Huacua Shenga se ubica al noreste de la provincia de Canta, en el distrito de Canta, en el departamento de Lima.

## Demografía
En 2017 Huacua Shenga tenía una población de 1 habitante y 1 vivienda.
| Gráfica de evolución demográfica de Huacua Shenga entre 1993 y 2017 |
|                                                                     |
| Fuentes: Población 1993 (Huacus Henga) y 2017                       |